# Славянское влияние в румынском языке

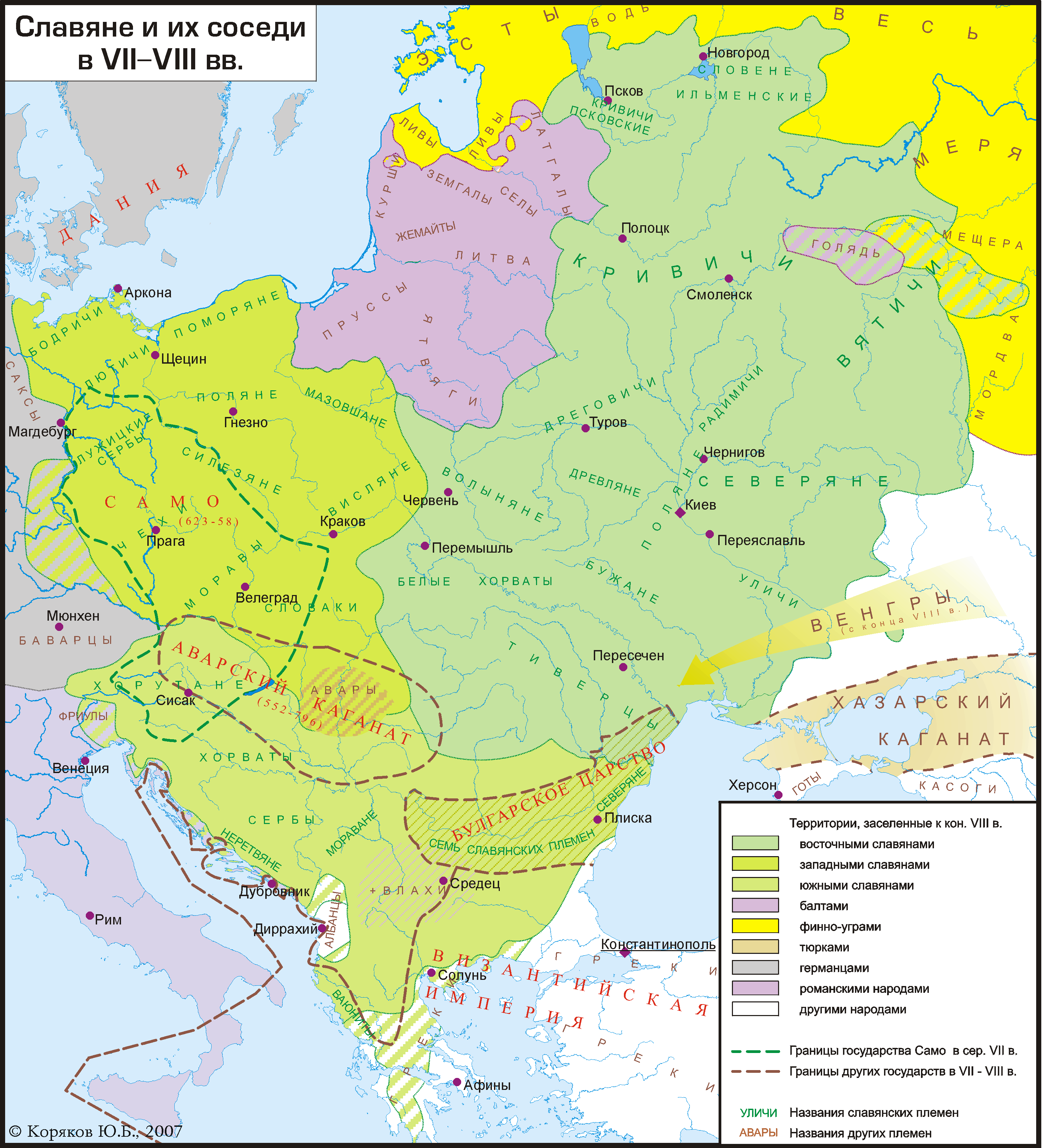
В конце VIII века славяне мигрировали сквозь восточнороманский ареал на Балканы

Славянское влияние в румынском языке — слова и целые тематические пласты, заимствованные из славянских языков в румынский в разные исторические периоды. Славянское влияние прослеживаются на всех языковых уровнях, затрагивая лексику, фонетику и грамматику. Это не просто отдельные заимствования, а целые тематические пласты. Эта ситуация объясняется мощным влиянием славян на этногенез румынского народа.
Несмотря на постепенную миграцию славян с севера (Полесье) на юг Балкан, славянский суперстрат в современном румынском имеет явный южнославянский характер. Более того, древнеславянские элементы, наличествующие в румынском языке, имеют именно болгарские черты, что позволяет констатировать тот факт, что все ветви румын сформировались на территории к востоку от сербско-болгарской изоглоссы st/zd и к северу от латино-греческой линии Иречека. Особо следует отметить наличие общих эволюционных тенденций (Балканский языковой союз) румынского и болгарского языков, несмотря на разницу в генетическом происхождении двух языков (румынский — романский, болгарский — славянский). Славянское влияние было гораздо большим, нежели иллирийский субстрат в румынском языке, и значительно большим, чем германские суперстратные влияния в западно-романских языках. Именно мощное славянское влияние прервало совместное развитие народной латыни Дакии с народной латынью Италии, приостановило действие ряда языковых законов в балканской латыни, привело к появлению значительного количества балканскиx инноваций. Проводником славянского влияния долгое время служил также церковнославянский язык, употреблявшийся как язык богослужения в православных церквях Валашского и Молдавского княжеств, а также кириллица, на основе которой зародилась и долгое время существовала румынская письменность. С конца XVIII века, однако, в Трансильвании начинается прозападное и в значительной степени политизированное движение за очищение румынского языка от «чуждых» ему славянских элементов. Конфликт вокруг Бессарабии также усилили среди румынской интеллигенции неприятие всего славянского, развился языковой пуризм. Значительное количество славянских лексем, доля которых достигала 30 % всей лексики румынского языка, превратилось в архаизмы и историзмы. Сейчас славянские корни составляют около 20 % разговорной и около 10 % письменной речи. Несмотря на это, самым частотным румынским словом остаётся славянская утвердительная частица «да». Кроме того, замещение славянских лексем не приводит к изменению фонетики и грамматики румынского, которая сохраняет следы существовавшего здесь в IX—XII веках славяно-романского двуязычия. В молдавской речи Молдавии, Украины, Приднестровья помимо средневекового южнославянского влияния заметно также более позднее влияние западнорусского. После 1812 года усиливается влияние русского, особенно в таких крупных городах как Кишинёв, Тирасполь, и в меньшей степени украинского — в сельской местности (Черновицкая область, Покутье).

## История
После падения Римской империи романоязычное население бывших римских провинций долгое время было вынуждено проживать в условиях господства иноязычных народов: на Западе — германцев, на Востоке — славян. Между III и V веками потомков жителей территории бывшей Римской Дакии можно условно именовать дако-римлянами (по аналогии с галло-римлянами), а их ареал — Дакороманией. Экономико-материальный и культурный уровень провинции падает и долгое время остаётся на очень низком уровне. Особенностью дако-римского ареала является полная деградация городских римских поселений, а соответственно и полная утрата традиций классической римской античности. Позднее валашская культура сформировалась уже на основе смешения православных греко-славянских традиций с заметными венгерскими и тюркскими влияниями. Проникновение славянских элементов в балканскую латынь носило гораздо более глубокий характер по сравнению с германизмами Западной Романии (хотя их роль была значительной в Галлии — ныне Франция, где сформировался французский язык). Славяне, а соответственно и славянская речь в Дакии появились несколько позже по сравнению с германцами (около VI века), но их компактные поселения сохранялись значительно дольше — по крайней мере, до венгерского нашествия XI—XII вв. и переселения влахов с Балканского полуострова в XIV—XV веках в результате турецкого нашествия. Более того, несмотря на постепенную «бытовую» ассимиляцию славян между Карпатами и Дунаем, старославянский язык продолжал использоваться как литургический язык до конца XIX века и язык делопроизводства в подунайских княжествах до начала XVIII века. Особенной была ситуация в Молдавии и Бессарабии. К примеру, в Молдавском княжестве и в XVI веке славянское население (русины) составляло около трети всего населения, а потому княжество получило альтернативное название — Русовлахия.
Фракийская основа и славянский романизированный субстрат на всей территории Валахии, Трансильванни и Молдавии были различными. Фракийская основа на территории Валахии — даки, в Молдавии — геты; славянский субстрат на территории Валахии — южнославянские племена, в Молдавии — восточные славяне. Различался существенно и пришлый валашский элемент.

### Раннее средневековье
И. Пич считал, что с III по XIII века романский элемент сохранился в основном в Марамуреше, Банате и Трансильвании. Учёный отмечает, что в Банате и Трансильванских Альпах румынское население было более значительным. На территории Валахии и Молдавии в III веке романский элемент исчез. Таким образом, позднейшая румынизация Валахии и Молдавии шла не с юга, a из Трансильвании.

### Позднее средневековье

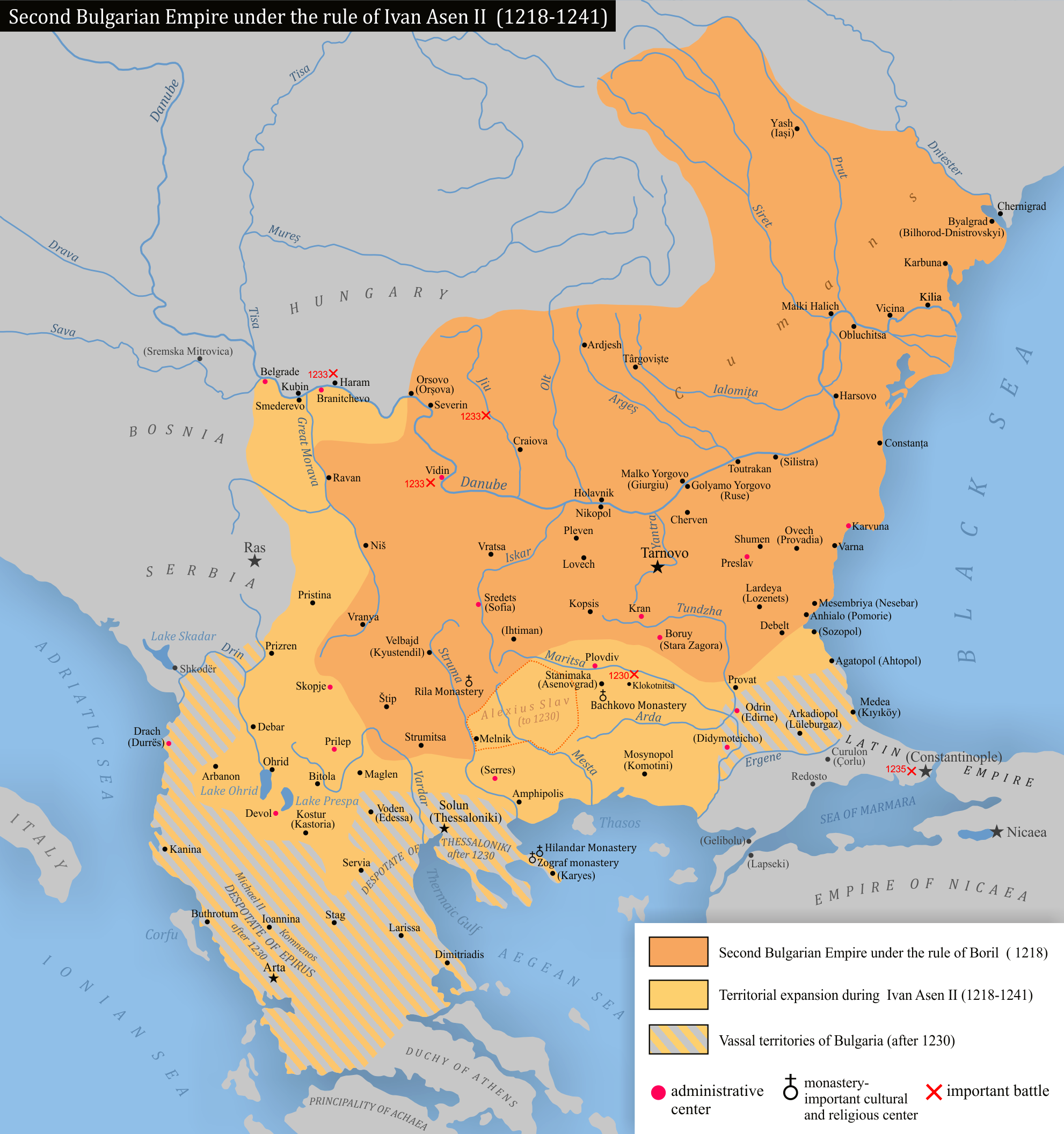
Второе Болгарское царство и его задунайские провинции (Валахия) около 1218 года, когда им правил Иван Асень II

Полихроний Сырку в 1882 г. в российском Журнале Министерства народного просвещения, IV, с. 300—305, указал, что после падения болгарской государственности под напором турок Валахия стала пристанищем для болгарских учёных той эпохи, точно также как и предренессансная Италия стала убежищем для греко-византийских ученых после падения Царьграда, и заключил: «Одним словом, румыны сделались в политическом и культурном отношении, как бы наследниками южнославянских государств и в особенности Болгарии». В результате, в Валахии и Молдавии XIV—XVII веков наблюдался расцвет болгаро-румынской литературы (болг.  «славяно-румънската») на местном изводе южнославянского языка, здесь также была усовершенствованы каллиграфия на кириллице, церковная живопись и декоративные искусства.

### Периодизация и хронология славянского влияния
- Общеславянское влияние VI—VIII века: миграция славян через территорию бывшей Римской Дакии. Славяне селятся рядом с дако-римлянами, частично смешиваются с ними.
- Южнославянские заимствования IX—X вв периода Первого Болгарского царства: развитие общих черт балканского языкового союза.
- Влияние церковнославянского языка X—XVIII веков как языка богослужения и делопроизводства; адаптация и использование кириллицы, в том числе и для записи собственно восточнороманской речи с XVI века.
- Усиление влияния восточно-славянских языков с XIX века: русского и в меньшей степени украинского[источник не указан 1830 дней].
- Влияние русского языка в XX веке.[источник не указан 1830 дней]

## Фонетика
Славянские миграции приостановили действия некоторых романских языковых законов: ротацизм интервокального [ l ] типа soare < solis, sare < salis, cer< caelum и др. утратил свою силу, поскольку новые славянские заимствования его не отражают: silă, milă, jale. Тем не менее, славянское влияние не остановило продолжающуюся до наших дней дифтонгизацию ударного о: podcoavă.
В фонетике влияние славян приводит к развитию не только к позиционной палатализации согласных (лат. oculi → рум. ochi, лат. flori → ит. fiori), но и к смыслоразличительной палатализации путём переозвучивания латинских морфем (лат. lupi → рум. lupi «волки»).
Общая артикуляция речи постепенно ослабевает и более не имеет такого напряжённого ударного характера как во французском или испанском языках. Развиваются и окончательно закрепляются нейтральные среднеязычные Э и Ы, нехарактерные для других романских языков.
При славянском влиянии восстанавливается согласный [х] с жёсткой нетипично романской фрикацией: рум. hulub ← слав. голубь, a hrăni ← слав. хранить. Тем не менее, сохраняется типичная для других романских языков связь слов в единый речевой поток при некоторой модификации интонационного рисунка на манер славянской речи.
Многие заимствования из других языков, в том числе и классической латыни, несут на себе фонетический отпечаток славянского влияния. К примеру, шкоалэ явно заимствовано через славянское посредство. Если бы слово сохранилось в романской Дакии, оно бы дало гипотетическое скоарэ < schola.

## Грамматика
Славянские языки приостанавливают процесс распада падежных флексий имён существительных, сохранив четыре (а фактически две) флексии народной латыни, в то время как на западе они исчезают полностью. Славянское влияние также приостанавливает позднероманский распад среднего рода на мужской и женский, и закрепляет его в качестве отдельной категории существительных.
- лат. ovum → рум. ou «яйцо» (мн. оуэ), но исп. huevo (муж. род)
- В румыно-молд. языке под влиянием славянских языков сохранился вокатив (звательный падеж), исчезнувший на западе. fată «дева» > fetiță «девушка» > fetițo «о, девушка!»

### Система спряжения глагола
Южнославянские глагольные формы, по-видимому, заимствовались в ходе устного общения славян и валахов. Валахи перенимали формы повелительного наклонения славянских глаголов на -и (типа «лови!», «люби!» и т. д.), которые у них ассоциировались с рядом старых латинских глаголов четвёртой группы на -i типа «sentire» → simți(re) «чувствовать», «mentire» → minți(re) «лгать». Благодаря массовому притоку славянских глагольных форм, четвёртое латинское спряжение сохранило в балканороманских языках высокую продуктивность: a iubi, a citi, a goni, a izbi, a răni, a primi, a opri, a zdrobi, a toropi, a osteni, a podi, a vărui, a beli, a cerni, a plesni, a coji, a ţocăi, a născoci, a grohăi, a glumi, a trudi и др. Для сравнения, в западно-романских языках, в отсутствие славянского влияния, четвёртое латинское спряжение утратило свою продуктивность и глаголы на «-i» немногочисленны.
Более того, в румынском развился особый подтип четвёртого спряжения на -ы (-î в латинице; a posomorî, a omorî, a târî и т. д.). Подобных глаголов в языке 14, все они славянского происхождения за исключением одного корня латинского происхождения horrire → a urî («ненавидеть»). Все они, по-видимому результат переосмысления славянского спряжения на -ыть (быть, плыть, мыть, выть и т. д.). Доказательством сильного славянского влияния служит и факт образования глагола «а фи» (быть) от основы прошедшего времени латинского глагола «fui», а не от презенса «esse». Это результат кальки славянского «быть», созвучной с «был», а не с «есть».

## Морфология
В области морфологии балканской латыни происходит настоящая революция, поскольку славянские аффиксы становятся неотъемлемой частью румынского словообразования и переплетаются с романской лексикой:
- -ица (девица, львица) → -iță[9]: рум. portiță «калитка»
- -ка (румынка, цыганка) → -că[10]: româncă («румынка»), țigancă («цыганка»), lup «волк» → lupoaică «волчица».
- не- (нехороший, незатейливый)[11]: рум. bun «хороший» → nebun «сумасшедший»
- рас-/раз-[12] (разбойник, разбросать, расспрашивать): рум. război («война»)
- -ник (сапожник) → voinic («храбрый»)

А романские аффиксы in-/im-, -re инфинитива — со славянскими корнями: bolnav «больной» → îm+bolnăvire (заболевание), a iubi → iubi+re «любовь». Таким образом, границы между исконной и заимствованной лексикой постепенно стираются. Особенно далеко языковая интерференция зашла в истрорумынском языке, где романоязычное население заимствовало славянские приставки за-, по-, до- для образования инновационной категории вида глаголов, нетипичного для романских языков, которые прибегают к отдельной временной формации — перфекту.
В современном румынском языке хорошо известны славянские глагольные префиксы до-, за-, из-, о-, по-, под-, при-, про-, раз-, с-.

## Синтаксис
В плане синтаксиса славянские конструкции оказывают влияние на румынский: «îmi este cald» или «îmi este bine» являются кальками славянских «мне жарко» или «мне хорошо» и отклоняются от типично романской: ср. испанское: (yo) estoy bien.
Румынские прономинальные клитики обнаруживают больше синтаксических сходств с сербско-хорватскими  чем с прочими романскими аналогами.

## Лексика
Славянизмы составляют около 20 % лексики современного разговорного румынского языка, в том числе около 2/3 всей заимствованной лексики. В письменной и научной речи их доля несколько ниже — около 10 % вследствие большей частотности латинизмов и галлицизмов, массово введённых в конце XIX — начале XX вв (см. Трансильванская школа). Обширные пласты славянской лексики стали неотъемлемой частью румынского словарного состава, равномерно распределившись по всем сферам жизнедеятельности человека:
| Существительные: - тата → tată (отец) - невеста → nevastă (жена) - народ → norod (люди) - община → obște (сообщество) - сковорода → scovardă - плуг → plug - болото → baltă - снег, снегопад → zăpadă - разбой → război (война) - приятный, приятель → prieten (друг) - насыпать, насыпь → nisip (песок) - князь → cneaz - поп → popă - боб → bob - тайна → taină - боярин → boier - время → vréme (также в значении «погода») - час → ceas - заря → zóri - верх → vîrf - образ, личность, щека → obraz - рука → lapă(ср. рус. лапа) - лебеда → lebădă - гусыня → gâscă - да → da и т. д. | Глаголы: - надеяться → a nădăjdui, - читать → a citi, - любить → a iubi, - платить → a plăti и т. д. Характерной чертой румынского является его утрата исконных романских корней для описания эмоциональных, психологических и других качеств человека, замещённых славянизмами: - дорогой → drag - простой → prost (глупый) - разбойный → războinic (сущ. воин, синонимы «луптэтор» от лат. luctare и «осташ» от лат. hostis) - весёлый → vesel - вредный → vrednic «упрямый» - жалкий → jalnic - честный → cinstit - слабый → slab - больной → bolnav - милый → milă (жалость) - грозный → groaznic - богатый → bogat - голый → gol - любить, любовь → a iubi, iubire вместо классических западных amare и amor. Также выделяется интересная в этнографическом контексте категория заимствованных из славянского языка глаголов действия: - ловить → a lovi (ударять) - избивать → a izbi - гнать → a goni |

## Славянская топонимика
На территории современных Молдавии и Румынии продолжает сохраняться славянская топонимика. Несмотря на то что Римская Дакия была центром античной романизации Балкан во II—III веках нашей эры, после ухода римских войск, и особенно после падения Западно-Римской империи, дако-римляне покинули городские поселения, в первую очередь разрушенные кочевыми племенами, и перешли на полукочевой образ жизни. В результате потрясений и мощной дезурбанизации в ходе великого переселения народов, исконная римская топонимика сохранилась только к югу от Дуная (например, Митровица) в административных пределах Восточной Римской империи. Новые городские поселения к северу от реки были созданы во времена раннего Средневековья в ходе экономической и торговой деятельности славян, а позднее венгров и немцев. Многочисленные славянские топонимы включают например: Чернавода (рум. Cernavodă), Прилог (рум.  Prilog), Думбрава (рум. Dumbrava), р. Бистрица в Бухаресте (рум. Bistriţa), Тална (рум. Talna), Рус (рум. Rus), Бистра (рум. Bistra), Глод (рум. Glod), Рускова (рум. Ruscova), Слобозия (рум. Slobozia), Стража (рум. Straja), Путна (рум. Putna), Хулуб (рум. Hulub), р. Бык в Кишинёве (рум. Bâc), Текуч (рум. Tecuci), Поткоава (рум. Potcoava), Корабия (рум. Corabia), Липова (рум. Lipova), Холод (рум. Holod), Топила (рум. Topila), Остров (рум. Ostrovu, название одного из районов старого Бухареста).